# Bernd-Rüdiger Kern
Bernd-Rüdiger Kern (* 31. Mai 1949 in Bremerhaven) ist ein deutscher Rechtswissenschaftler, emeritierter Professor an der Universität Leipzig und  Politiker der DSU.

## Werdegang
Kern stammt aus einer Familie von Schiffsingenieuren. Nach dem Abitur an der Wilhelm-Raabe-Schule (Bremerhaven) studierte er ab 1969 Rechtswissenschaft an der Ruprecht-Karls-Universität Heidelberg. Während des Studiums widmete er sich der Geschichte und spezialisierte sich auf den rechtsgeschichtlichen Bereich. Nachdem er im Sommer 1974 das Referendarexamen abgelegt hatte, ging er an die Freie Universität Berlin, an der er Assistent bei Dietmar Willoweit am Institut für Rechtsgeschichte wurde. Im Winter 1975 wechselte er als Referendar an das Kammergericht. 
Nach der Assessorprüfung am Kammergericht im Februar 1978 wurde er Assistent bei Adolf Laufs in Heidelberg, der seine Doktorarbeit über Georg Beseler betreute. Auch Kerns Habilitation an der Eberhard Karls Universität Tübingen (1988) stand unter Laufs’ Patronage. 1993 folgte Kern dem Ruf der Universität Leipzig auf den Lehrstuhl für Bürgerliches Recht, Rechtsgeschichte und Medizinrecht, den er bis zu seiner Emeritierung 2014 innehatte. Derzeit ist er Vorsitzender der in Leipzig ansässigen Vereinigung für Medizinrecht e. V. und Leiter des Masterstudiengangs „Medizinrecht LLM.“ an der Dresden International University. 
Der Schwerpunkt seiner Forschung liegt im Bereich des Medizinrechts (insbesondere im Haftungsrecht, Recht des Schmerzensgeldes und Transplantationsrecht) und der Rechtsgeschichte. Außerdem widmet er sich der Wissenschaftsgeschichte im 18. und 19. Jahrhundert im regionalen Bereich – Jena, Halle, Leipzig, Wittenberg – und prosographisch überragenden Persönlichkeiten der Rechtswissenschaftsgeschichte. Kern ist in mehreren Funktionen (u. a. als Mitglied der Ethikkommission und Lebendspendekommission) für die Sächsische Landesärztekammer tätig. Außerdem arbeitet er seit 2014 als Of Counsel einer überregional tätigen Medizinrechtskanzlei in Berlin. Er war Mitglied der Vereinigung für Verfassungsgeschichte.

### Politik
Kern saß ab 1999 für die Deutsche Soziale Union im Kreistag des Landkreises Delitzsch. Bei der Wahl zum Oberbürgermeister Leipzigs kandidierte er 2006 für die DSU. Im ersten Wahlgang erhielt er 0,9 Prozent der abgegebenen Stimmen. DSU-Mitglied ist er seit 2008.
Nach einer Auseinandersetzung in einer Jura-Vorlesung wegen einer Erstsemesterinformationsveranstaltung mit Kern im Korporationshaus der Burschenschaft Arminia zu Leipzig ließ er sich von Martin Kohlmann anwaltlich vertreten.

### Privates
Kern ist 1. Vorsitzender der Deutschen Rossini-Gesellschaft. Er ist verheiratet und Vater zweier Kinder.

## Schriften
- mit Adolf Laufs: Die ärztliche Aufklärungspflicht. Unter besonderer Berücksichtigung der richterlichen Spruchpraxis. Recht und Medizin, Berlin, Heidelberg und New York 1983. ISBN 3-540-11620-6 oder ISBN 0-387-11620-6.
- mit Hans-Dieter Lippert: Arbeits- und Dienstrecht der Krankenhausärzte von A–Z. Berlin, Heidelberg, New York, London, Paris, Tokyo, Hong Kong, Barcelona und Budapest 1991, 2. Auflage 1993. ISBN 3-540-57019-5.
- Die französische Gesetzgebung unter Napoleon. (= Leipziger juristische Vorträge, Heft 6), Leipzig 1995. ISBN 3-929031-70-1.
- Der deutschrechtliche Unterricht an den sächsisch-thüringischen Universitäten bis 1900. (= Leipziger juristische Vorträge, Heft 30), Leipzig 1997. ISBN 3-931922-53-7.
- Zwischen Romanistik und Germanistik. Carl Georg von Waechter (1797–1880). (= Schriften zur Rechtsgeschichte, Band 81), Berlin 2000. ISBN 3-428-10025-5.
- mit Klaus-Peter Schroeder (Hrsg.): Eduard von Simson (1810–1899). „Chorführer der Deutschen“ und erster Präsident des Reichsgerichts. (= Juristische Zeitgeschichte. Abteilung 2: Forum juristische Zeitgeschichte, Band 10), Baden-Baden 2001. ISBN 3-7890-7419-5.
- mit Reto Müller (Hrsg.): Rossini in Paris. Tagungsband. Eine Veranstaltung des Frankreichzentrums der Universität Leipzig in Zusammenarbeit mit der Deutschen Rossini-Gesellschaft e. V. (= Veröffentlichungen des Frankreich-Zentrums, Band 8, und Schriftenreihe der Deutschen Rossini-Gesellschaft e. V., Band 4), Leipzig 2002. ISBN 3-935693-76-1.
- Humaniora. Medizin – Recht – Geschichte. Festschrift für Adolf Laufs zum 70. Geburtstag, Berlin, Heidelberg und New York 2006. ISBN 978-3-540-28439-0 oder ISBN 3-540-28439-7.
- mit Adrian Schmidt-Recla (Hrsg.): 125 Jahre Reichsgericht (= Schriften zur Rechtsgeschichte, Band 126), Berlin 2006. ISBN 3-428-12105-8.
- mit Susanne Rudolph: Duelle vor Gericht. Das Universitätsgerichtswesen im Leipzig des 19. Jahrhunderts. In: Einst und Jetzt, Band 54 (2009), S. 53–70.

## Herausgeber
- mit Adrian Schmidt-Recla: Schriften zum Betreuungsrecht, Duncker & Humblot, Berlin (ab 2013).
- mit Adrian Schmidt-Recla (Hrsg.): 125 Jahre Reichsgericht (= Schriften zur Rechtsgeschichte (RG), Band 126), Duncker & Humblot, Berlin 2006, ISBN 978-3-428-12105-2.